# Hylaeus impressiventris
Hylaeus impressiventris is een vliesvleugelig insect uit de familie Colletidae. De wetenschappelijke naam van de soort is voor het eerst geldig gepubliceerd in 1960 door Benoist.